# Trichoplusia groseum
Trichoplusia groseum là một loài bướm đêm trong họ Noctuidae.